# 磯部郵便局

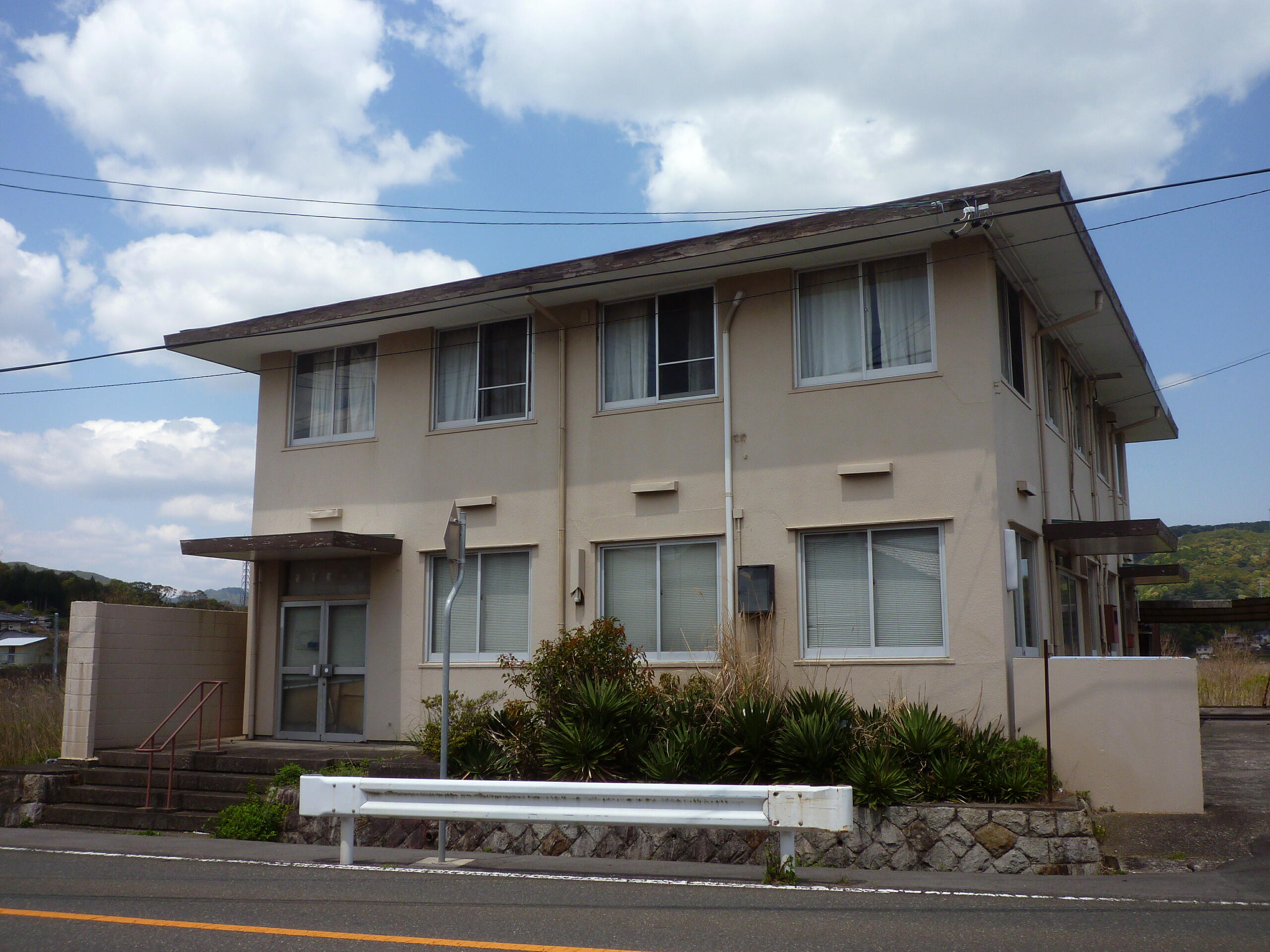
磯部郵便局の旧局舎（1962-1986、現存せず）

磯部郵便局（いそべゆうびんきょく）
- 三重県志摩市にある郵便局。本記事にて記述する。
- 群馬県安中市にある郵便局。局番号は04048。
- 福島県相馬市にある郵便局。局番号は82178。

磯部郵便局（いそべゆうびんきょく）は、三重県志摩市にある郵便局。民営化前の分類では集配特定郵便局であった。

## 概要
- 住所：〒517-0299 三重県志摩市磯部町迫間1843
- 構造：鉄筋コンクリート一部2階建

## 沿革
- 1874年（明治7年）3月1日 - 上之郷郵便取扱所として答志郡上之郷村19番屋敷に開設[1]。集配区域は1889年（明治22年）発足の磯部村全域と国府村・安乗村であった[2]。
- 1885年（明治18年）10月10日 - 郵便貯金の取り扱いを開始[1]。
- 1886年（明治19年）3月25日 - 磯部郵便局に改称[1]。
- 1891年（明治24年）2月1日 - 内国為替の取り扱いを開始[3]。
- 1892年（明治25年）7月10日 - 外国為替の取り扱いを開始[1]。
- 1896年（明治29年）11月16日 - 小包郵便の取り扱いを開始[4]。
- 1899年（明治32年）4月1日 - 国府村・安乗村の集配業務を的矢郵便局に移管[2]。
- 1904年（明治37年）12月16日 - 郵便局舎を志摩郡磯部村大字上之郷437番地に移転[1]。
- 1909年（明治42年）3月21日 - 電気通信事務を開始[5]。
- 1912年（大正元年）12月21日 - 郵便局舎を志摩郡磯部村大字上之郷360番地の3に新築移転[1]。
- 1916年（大正5年）10月1日 - 簡易保険の取り扱いを開始[1]。
- 1932年（昭和7年）10月1日 - 普通電話交換事務の取り扱いを開始[6]。
- 1956年（昭和31年）10月1日 - 成基地区（山原・栗木広・檜山）の集配業務を引き受ける[6]。
- 1961年（昭和36年）4月1日 - 山原簡易郵便局の廃止に伴い、取扱事務を承継[7]。
- 1962年（昭和37年）5月25日[注 1] - 郵便局舎を志摩郡磯部町恵利原996番地の3に新築移転[6]。
- 1965年（昭和40年）8月1日 - 磯部 - 浜島間に郵便線路を新設[6]。
- 1966年（昭和41年）6月1日 - 穴川簡易郵便局の一時閉鎖[注 2]に伴い、取扱事務を承継[8]。
- 1968年（昭和43年）7月1日 - 郵便番号導入により、磯部郵便局管内は〒517-02となる[6]。
- 1969年（昭和44年）4月11日 - 電話交換業務を、阿児電報電話局に移管[9]。
- 1973年（昭和48年）3月18日 - 日曜日の配達業務を廃止[6]。
- 1983年（昭和58年）2月15日 - 和文電報配達業務を、阿児電報電話局に移管[10]。
- 1984年（昭和59年）2月1日 - 磯部 - 的矢間に郵便線路を新設[11]。
- 1985年（昭和60年）2月11日 - 磯部町町制施行30周年記念切手帳を発行[11]。
- 1986年（昭和61年）
  - 2月26日 - 磯部駅前土地区画整理事業の一環で新局舎が志摩磯部駅前の現在地に竣工[11]。3月10日より業務を開始[11]。
  - 11月10日 - 的矢郵便局（〒517-03⇒〒517-02）から的矢地区（的矢・三ヶ所・渡鹿野）の集配業務を移管[11]。磯部局に移管されなかった的矢局の集配業務は鳥羽郵便局に移管される。これにより、磯部町内全域が集配担当区域となる[11]。
- 1994年（平成6年）5月30日 - 志摩スペイン村に切手類販売所を設置[12]。
- 2007年（平成19年）10月1日 - 民営化に伴い、併設された郵便事業伊勢支店磯部集配センターに一部業務を移管。
- 2012年（平成24年）10月1日 - 日本郵便株式会社発足に伴い、郵便事業伊勢支店磯部集配センターを磯部郵便局に統合。

## 取扱内容
- 郵便、印紙、ゆうパック、内容証明
- 貯金、為替、振替、振込、国際送金、国債、財形定額貯金、自動払出預入、貯金小切手の振出、簡易払い
- 生命保険、バイク自賠責保険
- ゆうちょ銀行ATM
- 志摩市内の一部地域（〒517-02xx）の集配業務

## 周辺
- 三十三銀行磯部支店
- 三重交通志摩営業所・磯部バスセンター
- 木場公園
- アイティービー 南勢支社

## アクセス
- 近鉄志摩線 志摩磯部駅から西へ徒歩約1分
- 三重交通 磯部バスセンター下車、南へ徒歩約3分
- 駐車場あり：10台